# Proasellus gineti
Proasellus gineti är en kräftdjursart som beskrevs av Boulanouar, Boutin och Henry 1991. Proasellus gineti ingår i släktet Proasellus och familjen sötvattensgråsuggor. Inga underarter finns listade i Catalogue of Life.